# Pretenders II
Albums de The Pretenders
Extended Play
(1981) Learning to Crawl
(1984)
Singles
1. Talk of the Town
Sortie : Avril 1981
2. Message of Love
Sortie : Août 1981
3. Day After Day
Sortie : Août 1981
4. Louie, Louie
Sortie : Août 1981
5. I Go to Sleep
Sortie : Novembre 1981

Pretenders II est le deuxième album studio des Pretenders, sorti le 15 août 1981.

## Historique
Le succès du premier album des Pretenders en 1980 a suscité une importante demande pour de nouveaux titres, mais un manque de chansons empêcha la réalisation rapide de l'album suivant. Au Royaume-Uni, le groupe sort deux singles à succès en 1980 et début 1981, Message of Love et Talk of the Town. 
En mars 1981 aux États-Unis la distribution en simple 45 tours est devenue rare, ces pistes sont combinées avec trois autres titres pour maxi 45 tours. Leur second album, Pretenders II, est réalisé peu après, en à peine deux mois, et reçoit un accueil critique mitigé, dû en partie à ce que deux des meilleures chansons de l'album étaient déjà sorties, et aussi parce que plusieurs d'entre elles étaient considérées comme très similaires à celles de leur premier album. Néanmoins, plusieurs chansons de l'album sont devenues des succès et, avec le temps, la réception critique de l'album s'est améliorée. 
L'album se distingue par l'inclusion d'une nouvelle reprise des Kinks, I Go to Sleep, (ils avaient repris du même groupe Stop Your Sobbing sur leur premier album, et Chrissie Hynde avait une relation personnelle avec le chanteur des Kinks Ray Davies), ainsi que les titres sexuellement connotés Bad Boys Get Spanked et The Adultress. Day After Day, peut-être le morceau le plus ambitieux, tisse un récit insolite de la célébrité, sur un groupe qui se précipite d'un engagement à un autre engagement, d'un hôtel à un autre hôtel. La chanson se termine tout à coup, au milieu du solo de guitare, avec le bruit du moteur d'un avion de chasse. La chanson Louie, Louie est une composition originale et non une reprise de la chanson de Richard Berry.
Ce sera le dernier album de la formation originale du groupe. Peu après, les Pretenders provoquent une scission en raison de l'abus des drogues, qui coûtera la vie au guitariste James Honeyman-Scott et au bassiste Pete Farndon, conduisant à un hiatus de deux ans.
Vingt ans après sa sortie, l'opus a été certifié disque d'or par la Recording Industry Association of America (RIAA).
Rhino a publié une édition remastérisée de Pretenders II en 2006, avec un deuxième CD de morceaux live et de prises supplémentaires. Sur le disque 2, les pistes 1-3, 5-6, 8-13 et 15 à l'origine sont apparues dans l'album live promotionnel Pretenders Live at the Santa Monica Civic de 1982. Les titres 4 et 14 apparaissent en face B du single I Go to Sleep. Les titres 14 et 16-18  sont des inédits.
Le portrait de groupe sur la pochette a été photographié par Gavin Cochrane.

## Liste des titres
Toutes les chansons sont écrites et composées par Chrissie Hynde, sauf mention contraire.
| 1. | The Adultress        |            | 3:55 |
| 2. | Bad Boys Get Spanked |            | 4:04 |
| 3. | Message of Love      |            | 3:26 |
| 4. | I Go to Sleep        | Ray Davies | 2:55 |
| 5. | Birds of Paradise    |            | 4:14 |
| 6. | Talk of the Town     |            | 2:45 |

| 7.  | Pack It Up         | - Hynde - James Honeyman-Scott | 3:50 |
| 8.  | Waste Not Want Not |                                | 3:43 |
| 9.  | Day After Day      | - Hynde - Honeyman-Scott       | 3:45 |
| 10. | Jealous Dogs       |                                | 5:36 |
| 11. | The English Roses  |                                | 4:28 |
| 12. | Louie Louie        |                                | 3:30 |

### CD bonus édition remastérisée 2006[6]
Toutes les chansons sont écrites et composées par Chrissie Hynde, sauf mention contraire. Les titres 1-15 ont été enregistrés en live au Civic Center de Santa Monica, Californie, le 4 septembre 1981.
| No  | Titre                                                      | Auteur                                      | Durée |
| --- | ---------------------------------------------------------- | ------------------------------------------- | ----- |
| 1.  | The Wait (live)                                            | - Hynde - Farndon                           | 3:23  |
| 2.  | The Adultress (live)                                       |                                             | 4:07  |
| 3.  | Message of Love (live)                                     |                                             | 3:28  |
| 4.  | Louie Louie (live)                                         |                                             | 3:50  |
| 5.  | Talk of the Town (live)                                    |                                             | 3:27  |
| 6.  | Birds of Paradise (live)                                   |                                             | 4:27  |
| 7.  | The English Roses (live)                                   |                                             | 4:51  |
| 8.  | Up the Neck (live)                                         |                                             | 6:16  |
| 9.  | Bad Boys Get Spanked (live)                                |                                             | 3:19  |
| 10. | Stop Your Sobbing (live)                                   | Ray Davies                                  | 3:46  |
| 11. | Private Life (live)                                        |                                             | 7:04  |
| 12. | Kid (live)                                                 |                                             | 3:48  |
| 13. | Day After Day (live)                                       | - Hynde - Honeyman-Scott                    | 4:41  |
| 14. | Brass in Pocket (live)                                     | - Hynde - Honeyman-Scott                    | 3:28  |
| 15. | Higher and Higher (live)                                   | - Gary Jackson - Raynard Miner - Carl Smith | 4:24  |
| 16. | Talk of the Town (FreeRange Studio Demo, 21 décembre 1979) |                                             | 2:49  |
| 17. | I Go to Sleep (Guitar version)                             | Davies                                      | 2:59  |
| 18. | Pack It Up (Radio Mix)                                     | - Hynde - Honeyman-Scott                    | 3:50  |

## Musiciens
- Chrissie Hynde : guitare rythmique, chant
- Pete Farndon : basse, chœurs
- Martin Chambers : batterie, chœurs
- James Honeyman-Scott : guitare, claviers, chœurs
- Chris Mercer : saxophone ténor
- Henry Lowther : trompette
- Jim Wilson : trompette
- Geoff Bryant : cor d'harmonie
- Chris Thomas : effets sonores